# Groupe de NGC 645
Le groupe de NGC 645 comprend au moins cinq galaxies situées dans la constellations des Poissons. La distance moyenne entre ce groupe et la Voie lactée est d'environ 42,7 Mpc (∼139 millions d'al). 

## Membres
Le tableau ci-dessous liste les cinq galaxies du groupe indiquées dans l'article de A.M. Garcia paru en 1993.   
| Nom      | Classification | Type                     | α (J2000.0)   | δ (J2000.0) | Vitesse radiale (km/s) | Magnitude apparente | Distance (Mpc) | Diamètre (kal) |
| -------- | -------------- | ------------------------ | ------------- | ----------- | ---------------------- | ------------------- | -------------- | -------------- |
| NGC 645  | SBb?           | Spirale barrée           | 01h 40m 08.7s | 05° 43′ 36″ | 3311 ± 1               | 12,6                | 44,4 ± 3,1     | 126            |
| NGC 632  | S0?            | Lenticulaire             | 01h 37m 17.5s | 05° 52′ 40″ | 3168 ± 6               | 12,4                | 42,3 ± 3,0     | 62             |
| NGC 638  | SB(rs)b?       | Spirale barrée           | 01h 39m 37.8s | 07° 14′ 14″ | 3176 ± 41              | 13,8                | 42,2 ± 3,0     | 47             |
| UGC 1137 | Im?            | Irrégulière magellanique | 01h 35m 12.8s | 05° 30′ 22″ | 3082 ± 3               | Near-IR)            | 41,0 ± 2,9     | 54             |
| UGC 1172 | S?             | Spirale                  | 01h 39m 38.5s | 05° 46′ 58″ | 3244 ± 5               | 14,16               | 43,5 ± 3,1     | 45             |

Le site DeepskyLog permet de trouver aisément les constellations des galaxies mentionnées dans ce tableau ou si elles ne s'y trouvent pas, l'outil du site constellation permet de le faire à l'aide des coordonnées de la galaxie. Sauf indication contraire, les données proviennent du site NASA/IPAC.